# Nina Wadia
Nina Wadia OBE, född 18 december 1968 i Bombay, Maharashtra är en indisk-brittisk komiker och skådespelerska.

## Rollista i urval
- 1998–2015 – Curry nam-nam (TV-serie)
- 2002 – Skruva den som Beckham
- 2007 – Namastey London
- 2007–2013 – EastEnders (TV-serie)
- 2013–2018 – Still Open All Hours (TV-serie)
- 2019 – Aladdin
- 2019 – Drottningens corgi (röst)
- 2020 – Mord i paradiset (TV-serie)
- 2021–2022 – The Outlaws (TV-serie)
- 2022 – The Sandman (TV-serie)
- 2024 – Morden i Midsomer (TV-serie)